# Bobby Sanguinetti
Robert „Bobby“ Sanguinetti (* 29. Februar 1988 in Trenton, New Jersey) ist ein ehemaliger US-amerikanischer Eishockeyspieler und derzeitiger -trainer italienischer Abstammung, der im Verlauf seiner aktiven Karriere zwischen 2004 und 2020 unter anderem 45 Spiele für die New York Rangers und Carolina Hurricanes in der National Hockey League (NHL) auf der Position des Verteidigers bestritten hat. Darüber hinaus absolvierte Sanguinetti weitere 467 Partien in der American Hockey League (AHL), wo er mit den Charlotte Checkers im Jahr 2019 den Calder Cup gewann.

## Karriere
Sanguinetti begann seine Karriere bei den Owen Sound Attack in der Ontario Hockey League (OHL). Im NHL Entry Draft 2006 wurde er von den New York Rangers aus der National Hockey League (NHL) in der ersten Runde an Position 21 ausgewählt. Nach einer hervorragenden Saison 2006/07 im Juniorenbereich mit 23 Toren für die Owen Sound Attack durfte er als sogenannter Try-Out-Spieler erste Erfahrungen im Farmteam der Rangers, dem Hartford Wolf Pack in der American Hockey League (AHL), sammeln. In fünf Spielen verbuchte er drei Torvorlagen. Die folgende Saison begann er wieder in der OHL, dieses Mal allerdings bei den Brampton Battalion. Dort kam er auf 29 Tore und 70 Scorerpunkte.

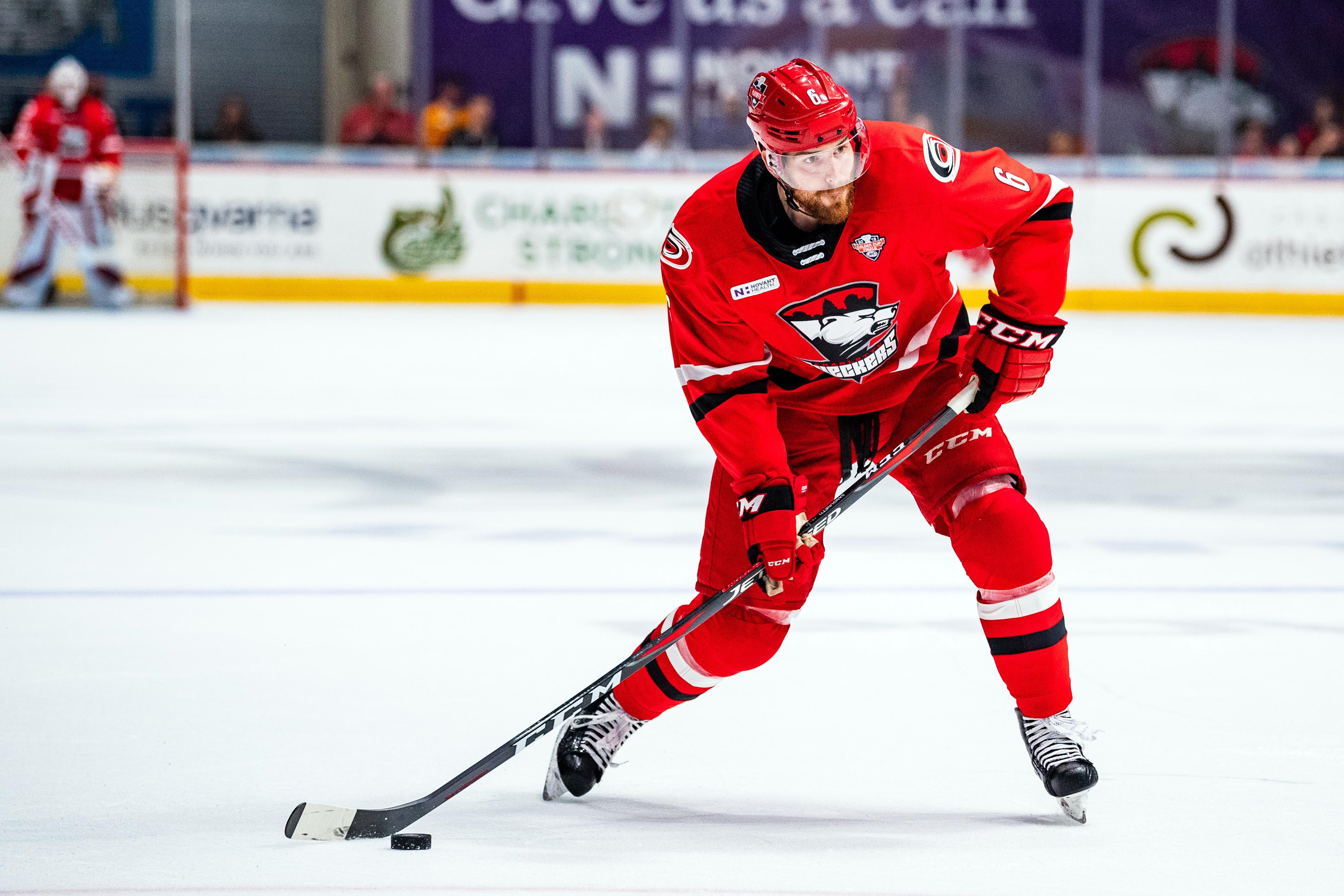
Sanguinetti im Trikot der Charlotte Checkers (2019)

Nachdem er mit Brampton in den OHL-Playoffs ausgeschieden war, spielte Sanguinetti wieder für Hartford. Mit Beginn der Saison 2008/09 war er ein fester Bestandteil des Kaders des Wolf Pack. Dank der guten Leistungen in seiner ersten vollen Saison in der AHL wurde er für das AHL All-Star Classic nominiert. Im Trainingslager der New York Rangers für die Saison 2009/10 konnte sich der Verteidiger lange Hoffnungen auf einen Platz im Kader der Rangers machen, da vorher nur vier Verteidigerplätze vergeben waren. Doch zu seinem Nachteil wurden die letzten beiden Plätze an Michael Del Zotto und Matt Gilroy vergeben, woraufhin er wieder nach Hartford geschickt wurde, um weitere Erfahrungen zu sammeln.
Von 2010 bis 2013 verbrachte Sanguinetti drei Jahre in der Organisation der Carolina Hurricanes, für welche der Verteidiger 40 NHL-Spiele absolvierte. Im Juli 2013 wurde er für zwei Spielzeiten von Atlant Moskowskaja Oblast aus der Kontinentalen Hockey-Liga (KHL) verpflichtet. Bereits nach einem Jahr verpflichteten ihn allerdings die Vancouver Canucks. Nach einem weiteren Jahr, in dem er ausschließlich in der AHL bei den Utica Comets zum Einsatz kam, unterzeichnete er bei den Buffalo Sabres einen Einjahresvertrag und spielte während der Saison 2015/16 ausschließlich beim Farmteam Rochester Americans in der AHL.
Am 6. Juni 2016 wurde er beim EHC Kloten aus der Schweizer National League A (NLA) als Neuzugang vorgestellt. Mit dem EHC errang der US-Amerikaner im Verlauf der Spielzeit den Swiss Ice Hockey Cup. Dennoch wechselte er nach der Saison innerhalb der Liga zum HC Lugano, erhielt dort im Sommer 2018 aber keinen Anschlussvertrag, obwohl er mit der Mannschaft die Vizemeisterschaft errungen hatte. Es dauerte bis Anfang Januar 2019, ehe er in seinem Ex-Team Charlotte Checkers aus der AHL einen neuen Arbeitgeber bis zum Ende der Spielzeit 2018/19 fand. Zuvor hatte er sich als Gastspieler des HC Davos beim Spengler Cup 2018 für einen neuen Vertrag empfohlen. Mit den Checkers gewann er am Saisonende den Calder Cup. Zu Beginn der Saison 2019/20 kehrte der Defensivspieler dem amerikanischen Kontinent jedoch abermals den Rücken und heuerte erneut in Europa an. Dort unterschrieb er einen Vertrag beim mehrfachen Deutschen Meister EHC Red Bull München aus der Deutschen Eishockey Liga (DEL) und absolvierte für diesen 37 DEL-Partien. Anschließend beendete er im Alter von 32 Jahren seine aktive Karriere und wurde zur Saison 2022/23 von seinem Ex-Team Charlotte Checkers als Assistenztrainer verpflichtet.

### International
Sein Heimatland vertrat Sanguinetti bei der U20-Junioren-Weltmeisterschaft 2008 in Tschechien. In sechs Spielen erzielte er ein Tor und bereitete zwei weitere vor. Das Team erreichte den vierten Rang nach Niederlagen gegen Kanada im Halbfinale und Russland im Spiel um den dritten Platz. Anschließend vertrat er die USA bei den Olympischen Winterspielen 2018 und belegte dort mit der Mannschaft, die ohne NHL-Spieler antrat, den siebten Platz.

## Erfolge und Auszeichnungen
| - 2005 OHL Second All-Rookie Team - 2006 Teilnahme am CHL Top Prospects Game - 2008 OHL Second All-Star Team - 2009 Teilnahme am AHL All-Star Classic (nicht gespielt) - 2010 Teilnahme am AHL All-Star Classic | - 2015 Teilnahme am AHL All-Star Classic - 2015 AHL Second All-Star Team - 2017 Schweizer Cupsieger mit dem EHC Kloten - 2018 Schweizer Vizemeister mit dem HC Lugano - 2019 Calder-Cup-Gewinn mit den Charlotte Checkers |

## Karrierestatistik

### International
Vertrat die USA bei:
- U20-Junioren-Weltmeisterschaft 2008
- Olympischen Winterspielen 2018

(Legende zur Spielerstatistik: Sp oder GP = absolvierte Spiele; T oder G = erzielte Tore; V oder A = erzielte Assists; Pkt oder Pts = erzielte Scorerpunkte; SM oder PIM = erhaltene Strafminuten; +/− = Plus/Minus-Bilanz; PP = erzielte Überzahltore; SH = erzielte Unterzahltore; GW = erzielte Siegtore; 1 Play-downs/Relegation; Kursiv: Statistik nicht vollständig)